# Vahlberg
Vahlberg là một đô thị ở huyện Wolfenbüttel, trong bang Niedersachsen, nước Đức. Đô thị Vahlberg có diện tích 18,01 km².